# Янет Бермой
Янет Бермой (ісп. Yanet Bermoy, 29 травня 1987) — кубинська дзюдоїстка, олімпійська медалістка.

## Виступи на Олімпіадах
| Олімпіада   | Дисципліна           | Місце |
| ----------- | -------------------- | ----- |
| Пекін 2008  | надлегка категорія   | 2     |
| Лондон 2012 | напівлегка категорія | 2     |